# Bán biên liên
Bán biên liên hay còn gọi lỗ bình Trung Quốc (danh pháp khoa học: Lobelia chinensis) là loài thực vật có hoa trong họ Hoa chuông. Loài này được Lour. mô tả khoa học đầu tiên năm 1790.